# Carlo Gagiano
Carlo Gagiano SM MMM, južnoafriški general, vojaški pilot in obrambni ataše, * 26. marec 1951.
Gagiano je trenutni načelnik Južnoafriškega vojnega letalstva (od 1. marca 2005). Predhodno je bil obrambni ataše v Izraelu (1991-94), generalni inšpektor Južnoafriškega vojnega letalstva (1998-2000), generalni direktor za operacijski razvoj pri Diviziji skupnih operacij (2000-03) in generalni direktor zračne politike in načrtovanja Južnoafriškega vojnega letalstva.